# Duché de Samogitie
1219 – 1795
Entités précédentes :
- Grand-duché de Lituanie

Entités suivantes :
- Empire russe

Le duché de Samogitie (en lituanien Žemaičių seniūnija, en samogitien Žemaitėjės seniūnėjė, en latin Ducatus Samogitiae) était une division administrative du grand-duché de Lituanie et à partir de 1569 une région de la république des Deux Nations. Le grand-duc de Lituanie portait aussi le titre de duc de Samogitie.
Le duché était situé dans la partie occidentale de la Lituanie actuelle. Bordé à l'ouest par la mer Baltique il voisinait, dans le Nord, avec le duché de Courlande, et avec le duché de Prusse dans le Sud. Aujourd'hui, la Samogitie est une région ethnographique et n'a pas de rôle administratif.

## Histoire
Avant la formation de l'État lituanien, la Samogitie était gouvernée par ses nobles locaux. Une chronique mentionne deux ducs de Samogitie en 1219 en tant que signataires d'un traité avec la Volhynie.
La formation du grand-duché de Lituanie au XIIIe a entraîné la soumission de la Samogitie, qui est devenue un territoire dépendant, mais l'influence du grand-duc de Lituanie était parfois très limitée. Sous le règne du premier roi lituanien, Mindaugas, les Samogitiens ont mené une politique étrangère indépendante et ont continué à combattre les chevaliers Porte-Glaive, après même que le roi Mindaugas ait signé la paix avec eux.
Pendant 200 ans, la Samogitie a joué un rôle crucial dans l'endiguement de l'expansion de l'ordre Teutonique, et a notamment vaincu les chevaliers Porte-Glaive à la bataille du Soleil (1236), ainsi que l'ordre Teutonique à la bataille de Skuodas (en) (1259) et à la bataille de Durbe (1260).
Malgré cela, les souverains lituaniens Jogaila et Vytautas ont à plusieurs reprises cédé la Samogitie à l'ordre Teutonique : en 1382, en 1398, et en 1404. Cependant, les chevaliers teutoniques ne parviendront jamais à soumettre le pays, et les Samogitiens se révoltent en 1401 et 1409. Après les défaites teutoniques à la bataille de Grunwald (1410) et dans les années qui suivirent, les Teutoniques finirent par rétrocéder définitivement la Samogitie à la Lituanie en vertu du traité de Melno (1420).
Les Samogitiens ont été le dernier peuple d'Europe à accepter le christianisme — c'était en 1413. Au cours de la christianisation de la Samogitie, aucun des membres du clergé, venus à la Samogitie avec Jogaila, n'a pu communiquer avec les autochtones, et c'est Jogaila lui-même qui a évangélisé les Samogitiens, preuve que lui-même maîtrisait leur dialecte.
Le grand-duc de Lituanie Casimir IV Jagellon a reconnu l'autonomie de la Samogitie au sein du grand-duché de Lituanie et lui a ensuite accordé en 1441 le privilège d'élire son propre staroste.
En raison de ses guerres prolongées avec l'ordre Teutonique, la Samogitie avait développé une structure sociale et politique différente du reste de la Lituanie. Elle comptait une plus grande proportion de fermiers libres et des domaines plus petits que dans l'Est de la Lituanie.
En 1569, l'union formelle des couronnes polonaise et lituanienne intègre la Samogitie à la nouvellement fondée république des Deux Nations, la plaçant désormais dans l'orbite polonaise. De fait, comme la plupart des régions de la double-monarchie, elle souffrira grandement de l'invasion suédoise (au milieu du XVIIe siècle). Sa population passe alors de près de 400 000 habitants à environ 250 000 habitants, pour ne revenir à 400 000 habitants qu'à la fin du XVIIIe siècle.
Après l'annexion de la Lituanie par l'Empire russe, la Samogitie a été incluse dans le gouvernement de Vilna ; et, en 1843, elle a été transférée au tout nouveau gouvernement de Kowno. Au début du XIXe siècle, la Samogitie était le centre du renouveau national lituanien, qui soulignait l'importance de la langue lituanienne et s'opposait aux tentatives de russification et de polonisation. En 1918, la Samogitie intègre sans statut particulier la Lituanie nouvellement indépendante.

## Sources
- (en) Cet article est partiellement ou en totalité issu de l’article de Wikipédia en anglais intitulé « Duchy of Samogitia » (voir la liste des auteurs).

1. ↑  Engel, Josef (1970) Großer Historischer Weltatlas. II. Teil — Mittelalter. Avec la collaboration de Josef Engel, Wolfgang Mager et Andreas Birken. Munich : Bayerischer Schulbuch-Verlag.